# Mau Penisula
Mau Penisula (15 mei 1979) is een Tuvaluaans voetballer die uitkomt voor Addisbrough FC.
Mau heeft de meeste interlands op zijn naam staan. Hij speelde, tot nu toe, 14 wedstrijden voor het Tuvaluaans voetbalelftal. Mau Penisula is captain van Tuvalu, ook tijdens de Pacific Games 2011, het meest succesvolle internationale toernooi ooit door Tuvalu gespeeld. In 2003 en in 2007 heeft hij ook meegedaan bij de Pacific Games.
Mau heeft evenzo 12 wedstrijden gespeeld voor het Tuvaluaans zaalvoetbalteam.
Mau speelde van 1997 tot 2011 voor Tofaga. In 2012 speelde hij voor All Whites FC, club uit Fiji. Sinds april 2013 speelt hij voor Addisbrough FC ook uit Fiji.

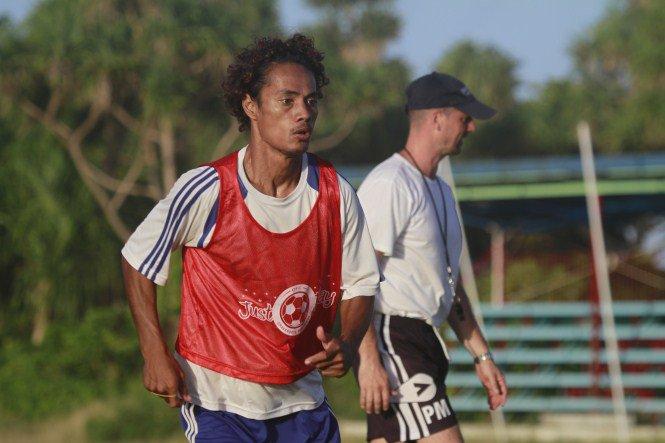
Penisula in actie

1 Sieni ·
2 Pokia ·
3 Tofuola ·
4 Timuani ·
5 Takataka ·
6 Penisula ·
7 Liva ·
8 Tinilau ·
9 Tiute ·
10 Lepaio ·
11 Panapa ·
12 Petoa ·
13 Stanley ·
14 Sogivalu ·
15 Ofati ·
16 Selau ·
17 Ale ·
18 Petaia ·
19 Lima'alofa ·
20 Okelani ·
24 Tapasei ·
Coach: De Haan